# Simulium claricentrum
Simulium claricentrum es una especie de insecto del género Simulium, familia Simuliidae, orden Diptera.
Fue descrita científicamente por Adler, en 1990.